# Cathariostachys madagascariensis
La Cathariostachys madagascariensis (Volohosy en malgaix) és una espècie de bambú, del gènere Cathariostachys de la família de les poàcies, ordre de les poals, subclasse Commelinidae, classe Liliopsida, divisió dels magnoliofitins. Com en altres bambús, la seva classificació taxonòmica ha variat amb el pas del temps i, en conseqüència, el nom científic d'aquesta espècie: Cephalostachyum madagascariense A.Camus 1925, Cephalostachyum viguieri A.Camus 1925. En el present, el gènere Cathariostachys no està admès per molts botànics.
És una espècie de bambú gegant endèmica de Madagascar, on es fa en alçàries entre els 500 i els 1.500 metres. Malgrat l'alta concentració de cianur que contenen els seus brots (un 0,015%), és la principal font d'alimentació de les tres espècies de lèmurs (Hapalemur aureus, Hapalemur griseus i Prolemur simus) que viuen a l'illa de Madagascar.